# Józef Ksawery Gorosterratzu Jaunarena
O. Józef Ksawery Gorosterratzu Jaunarena (ur. 7 sierpnia 1877 w Urrotz w prowincji Nawarra zm. 10 sierpnia 1936) – hiszpański redemptorysta, męczennik, błogosławiony Kościoła katolickiego.

## Życiorys
W 1903 roku mając 26 lat został wyświęcony na kapłana. Był również misjonarzem. Podczas wojny domowej w Hiszpanii ukrył się w seminarium. W dniu 10 sierpnia 1936 roku został stracony przez rozstrzelanie. Jego beatyfikacja odbyła się 13 października 2013 roku w grupie 522 męczenników wojny domowej w Hiszpanii.